# Peter Frederik von Post
Peter Friderich (Frederik) von Post (5. december 1803 på Broksø – 5. december 1878 sammesteds) var en dansk godsejer og hofjægermester, far til Knud Trolle Post.
Post var søn af Carl Ludvig von Post (ca. 1759-1845). Han ejede Broksø, blev hofjægermester og Ridder af Dannebrog.
Han blev gift 26. juni 1846 i Næstelsø Kirke med Ida Constance Kaas (af Mur) (3. november 1813 - 12. november 1875), datter af kaptajn Frederik Kaas (1785-1831) og Rigborg Elina Schiøtt (1792-1871).
Post er begravet på Herlufmagle Kirkegård.